# ツァスタバ M57
ツァスタバ M57（英語：Zastava M57、セルビア語：Застава М57）は、旧ユーゴスラビア（現セルビア）のツァスタバ・ナメンスキー・プロイザボト（現：ツァスタバ・アームズ）で開発された、軍用向けの自動式拳銃である。

## 概要
全体的な設計は、旧ソ連製のトカレフTT-33自動式拳銃をコピーしたものとなっている。原型からの変更点としては、グリップフレームが延長されて装弾数が1発増加（8→9発）した点、マガジンセフティが追加された点などが挙げられる。
フレームとスライドはスチール合金、グリップパネルはポリマーまたはウォールナットで出来ている。また、クロームメッキモデルも存在する。作動方式にはティルトバレル式ショートリコイル方式を採用しており、撃発機構はハンマー露出型のシングルアクション方式である。
基本モデルでは、原型のトカレフTT-33と同じくマニュアルセフティが存在しないが、マガジンセフティが追加されており、マガジンを外した状態では射撃できない。
旧ユーゴスラビア軍の標準制式拳銃として使用された。軍用としては後継のツァスタバ CZ99が登場しているが、2024年時点でも、ツァスタバ・アームズ社の製品一覧には護身用拳銃として本銃が掲載されている。

## 派生型
M57A
スライド左側面にマニュアルセフティを追加したモデル。2024年時点でも、ツァスタバ・アームズ社の製品一覧に掲載されている。
M57S
フレーム左側面のトリガー後方にマニュアルセフティを追加したモデル。民間市場向けに開発された。2024年時点では、ツァスタバ・アームズ社の製品一覧からは削除されている。
M70
使用弾薬を9x19mmパラベラム弾に変更したモデル。これに伴い、ライフリングは4条から6条に、装弾数は8発に変更されている。現在は製品名がM70Aになっている。
なお、同じくM57をベースにした拳銃で、小型・小口径化した同名のM70が存在する。
M70A
M70のスライド左側面にマニュアルセフティを追加したモデル。現在は製品名がM70AAになっている。

## 運用国
- ボスニア・ヘルツェゴビナ - M57、M70[9]
- クロアチア - M57[9]
- モンテネグロ - M57[9]
- セルビア - M57[9]